# Agapanthia alternans
Agapanthia alternans es una especie de escarabajo del género Agapanthia, familia Cerambycidae. Fue descrita científicamente por Fischer-Waldheim en 1842.
Habita en China, Mongolia, República de Corea, Rusia y Siberia. Esta especie mide aproximadamente 7,5-18 mm. Su período de vuelo ocurre en los meses de junio, julio y agosto.